# Dieter Brüll
Dieter Brüll (* 2. März 1922 in Nürnberg; † 23. März 1996 in Zutphen, Niederlande) war ein deutscher Sozialwissenschaftler und Anthroposoph.

## Leben
Dieter Brüll wurde 1934 als „Halbjude“ – sein Vater war Jude – der Schule verwiesen. Er besuchte daraufhin die Waldorfschule in Stuttgart, ab 1936 in Holland, wohin die Familie emigriert war. Dank der Invasion der Alliierten entkam er 1944 nach mehrwöchiger Haft der drohenden Abschiebung in ein Konzentrationslager.
Brüll studierte Sozialwissenschaften an der Universität von Amsterdam. Von 1951 bis 1953 arbeitete er am dortigen Amerika-Institut, ab 1953 als Dozent für Steuerrecht. 1956 begegnete er dem anthroposophischen Arzt Karl König. Bei seiner Habilitation 1964 erhielt er den (ersten) „Kluwer-prijs“. Von 1967 bis 1974 war er außerordentlicher Professor für Steuerrecht an der Katholischen Hochschule in Tilburg. 1974 wurde er ordentlicher Professor in Amsterdam.
1976 begründete er mit seinem Sohn Ramon die anthroposophische Zeitschrift info3 in Amsterdam. Nach seiner Emeritierung 1983 setzte er sich als Dozent, Redaktor und Buchautor für die Soziale Dreigliederung ein.
1968 war er Mitbegründer der Triodos-Bank, die ihre Gewinne nur sozial oder kulturell motiviert anlegt.

## Werke
- mit Lex Bos und Arnold Henry: Gesellschaftsstrukturen in Bewegung. Achberger Verlags-Anstalt, Achberg 1976, ISBN 978-3-88103-055-7
- Der anthroposophische Sozialimpuls. Ein Versuch seiner Erfassung. Novalis, Schaffhausen 1984
- Gemeinschaft und Gemeinsamkeit. Urachhaus (Vorträge 32), Stuttgart 1986
- Waldorfschule und Dreigliederung – der peinliche Auftrag. Vom Risiko, eine anthroposophische Institution zu sein. Lazarus, Raisdorf 1992, ISBN 3-924967-06-7
- Bausteine für einen sozialen Sakramentalismus. Verlag am Goetheanum, Dornach 1995, ISBN 3-7235-0777-8
- 'Über Urieliten'. Pro Drei, Beuron 1992